# Bomba de concreto

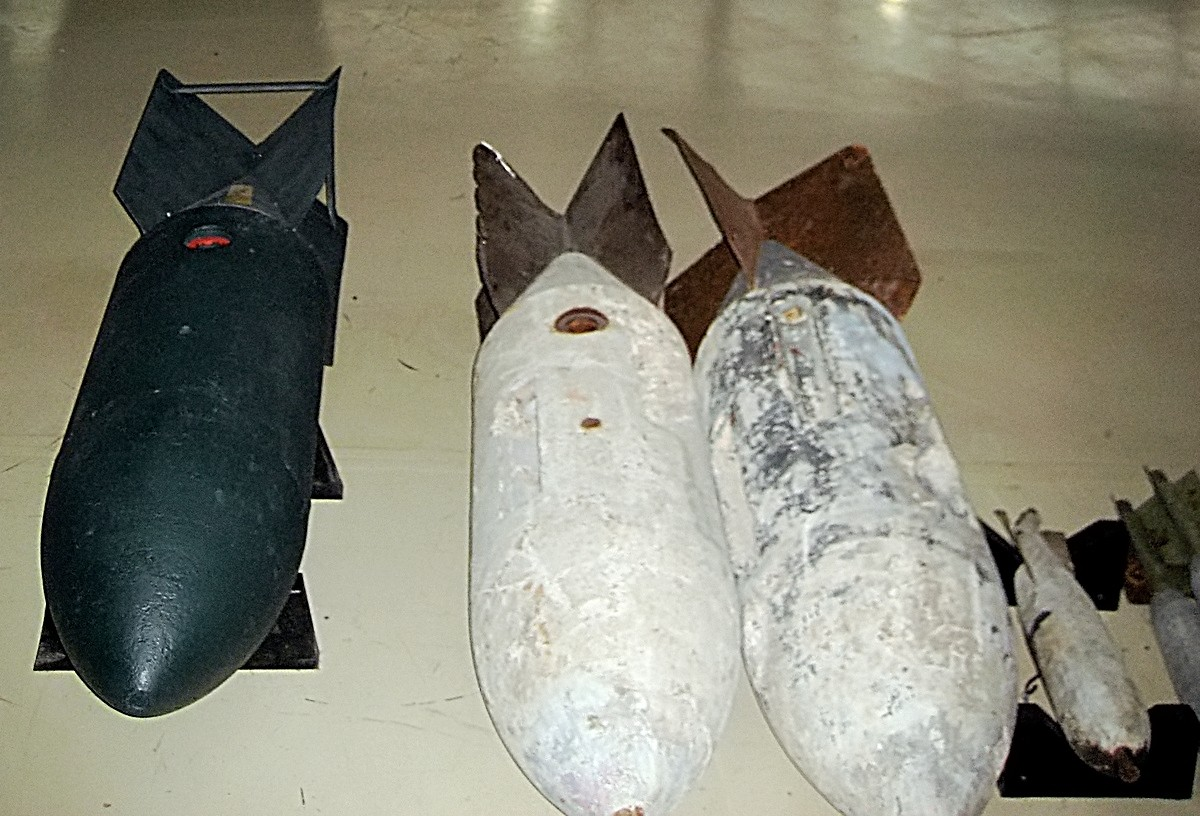
Bombas alemãs da Segunda Guerra Mundial: explosivas à esquerda, de concreto à direita (250 kg e 50 kg)

Uma bomba de concreto é uma bomba aérea que contém material denso e inerte (normalmente concreto) em vez de explosivo. O alvo é destruído usando a energia cinética da bomba caindo. Essas armas só podem ser implantadas na prática quando configuradas como uma bomba guiada por laser ou outra forma de bomba inteligente, pois é necessário um golpe direto em um alvo pequeno para causar danos significativos. Elas são normalmente usadas para destruir veículos militares e peças de artilharia em áreas urbanas, a fim de minimizar o número de mortos civis e outros chamados "danos colaterais".
Bombas de concreto guiadas ou não guiadas também podem ser usadas para treinamento de pilotos e pessoal de terra, devido às vantagens de custo (sem explosivos ou fusão), facilidade de determinação precisa e precisa do ponto de impacto, danos minimizados no alcance do bombardeio e maior segurança (uma vez que o bomba atinge o solo, é inerte e não é perigosa). As bombas de concreto também são utilizadas em testes e avaliações de aeronaves e bombas, como a BDU-33 que é de cor azul, e não deve ser manuseada.
Bombas de concreto foram utilizadas pelos Estados Unidos durante o conflito das zonas de exclusão aérea no Iraque e pela França durante a intervenção militar de 2011 na Líbia.